# 李兆申
李兆申（1956年10月13日—），河北宁晋人，中国消化病学专家，中国工程院院士。

## 生平
1980年毕业于中国人民解放军第二军医大学。2007年毕业于上海交通大学附属瑞金医院，获博士学位。2017年当选为中国工程院院士。2019年7月被举报学术不端，中国工程院与第二军医大学表示即将进行调查。